# عدد ثابت لاندو–رامانوجان
در ریاضیات و زمینه نظریه اعداد، عدد ثابت لاندو – رامانوجان عددی است که بنا بر قضیه ای بیان می کند که برای همه اعداد بزرگ x ، تعداد اعداد صحیح مثبت کمتر از x که مجموع دو مربع کامل است با عبارت زیر نسبت مستقیم دارد.
{\displaystyle {\dfrac {x}{\sqrt {\ln(x)}}}.}
این عدد ثابت به نام کاشف آن سرینیواسا رامانوجان ثبت شده است.